# Копытов, Евгений Александрович
Копытов, Евгений Александрович (латыш. Jevgeņijs Kopitovs; 5 декабря 1947 года, Лигница — 13-июля 2014 года, Рига) — советский и латвийский учёный. Один из основателей и первый ректор Института транспорта и связи. Dr.habil.sc.ing. Профессор. Заместитель председателя Ассоциации негосударственных вузов Латвии. Академик Международной академии связи (с 2001 года), академик Балтийской академии информации. С 2004 года — член Объединенного научного комитета по транспорту Всемирной организации по экономическому сотрудничеству и развитию (OECD) и Европейской конференции министров транспорта (ECMT). Автор учебных пособий.

## Биография

### Ранние годы
Евгений Копытов родился 5 декабря 1947 года в польском городе Лигница в семье советского офицера, участника Великой Отечественной войны Александра Ивановича Копытова (1917-1978) и его супруги Софии Ефимовны (1922-2008), которая также прошла Великую Отечественную. В 1956 году Александра Ивановича перевели на службу в Ригу, и Евгений был принят в Рижскую 34-ю среднюю школу. В школьные годы у мальчика были разносторонние интересы: он освоил игру на аккордеоне, посещал кружок рисования и театральную студию, занимался спортивной ходьбой. С 8 класса перешёл в Рижскую 14-ю среднюю школу, которую закончил в 1966 году с золотой медалью. Выдержал конкурс первого набора на специальность «Электронные вычислительные машины», на организованный тогда же факультет автоматики и вычислительной техники Рижского Краснознамённого института инженеров гражданской авиации, который окончил с отличием в 1971 году. Его научным руководителем был один из основателей факультета Николай Архипович Проценко, он предложил тему дипломного проекта по разработке обучающей системы на базе ЭЦВМ «Днепр». После успешной защиты отличник Копытов был рекомендован в аспирантуру.

### РКИИГА-РАУ
С 1974 года Е. А. Копытов — на преподавательской работе в РКИИГА.
В 1984 году успешно защитил диссертацию на соискание учёной степени кандидата технических наук «Прогнозирование и оптимизация технических характеристик систем зимнего содержания аэродромов» в Киевском институте инженеров гражданской авиации. В 1985 году занял должность доцента РКИИГА.
С 1987 года был назначен заведующим кафедрой программного обеспечения вычислительных систем ФАВТ РКИИГА. После распада СССР, реорганизации и переименования РКИИГА в Рижский авиационный университет (1992) продолжил руководить этой кафедрой того же факультета до 1999 года, когда РАУ был ликвидирован.
В 1997 году защитил докторскую диссертацию «Разработка моделей функционирования парка аэродромных средств механизации и его оптимизация» и получил учёную степень хабилитированного доктора инженерных наук. В 1998 году был избран профессором.

### Реорганизация РАУ
Накануне ликвидации Копытов был назначен проректором РАУ по учебной работе. Он назвал это время очень трудным для вуза, отягощённого долгами, которые усугубил кредит, взятый в коммерческом банке Parex. Объективными причинами накопившихся долгов были непомерные затраты на содержание и эксплуатацию учебного городка из двух десятков учебных корпусов (впоследствии в них разместилось пять частных вузов, институты Рижского технического университета и факультет Латвийского университета), множества общежитий и нескольких жилых домов, построенных для сотрудников РКИИГА на ул. Ломоносова и Резнас, где к тому времени уже проживали не только сотрудники, но и люди, купившие у них квартиры. По жилым домам были накоплены большие коммунальные долги, за которые юридически отвечал РАУ, а взыскать их не имел возможности.
Министерство образования и науки Латвии ввиду неспособности руководства университета решить накопившиеся проблемы создало комиссию по реорганизации РАУ во главе с министром высшего образования Татьяной Коке. В комиссию от РАУ включили профсоюзного лидера профессора Эдуарда Аболтыньша и проректора профессора Копытова, — возможно, как менее других причастного к накоплению долгов вуза. Ректор Морской академии Янис Берзиньш и Евгений Копытов были назначены заместителями председателя комиссии и в течение июля пытались найти способы санации долгов РАУ за счёт оптимизации учебных программ, частичной продажи имеющихся помещений, привлечения спонсорских фондов. Было выдвинуто даже предложение создать открытый транспортный университет в составе РАУ, Морской академии, транспортных институтов РТУ. Однако все планы разрушились, когда ректор РТУ Эгон Лавендел сообщил о готовности механического факультета РАУ перейти факультетом в РТУ, что ставило под сомнение дальнейшее существование авиационного университета, лишившегося профилирующего факультета.
«Процесс реорганизации РАУ превратился в процесс его ликвидации, — вспоминал Е.Копытов. — Уже 12 августа 1999 года Кабинет министров ЛР принял постановление о ликвидации РАУ как государственного высшего учебного заведения. По плану министерства, все технические программы вместе со студентами и всеми ресурсами предполагалось передать в РТУ, а программы экономического факультета — в ЛУ. Время для этого выбрано — „лучше“ не придумать. Практически все преподаватели находились в отпусках, и лозунг „преподаватели следуют за своими студентами“ звучал вполне разумно. Одни безмолвно стали ждать своего перевода, другие проявили незаурядную энергию, посетив в поисках работы руководство рижских вузов, как государственных, так и частных. Многие получили заманчивые предложения, кто-то согласился, кого-то это не устроило. Не остался без внимания и я: и в РТУ, и в ЛУ мне пообещали приличные должности, были хорошие варианты моего перехода в один из частных вузов. Но для себя я твердо решил бороться за сохранение нашего вуза до конца».
Копытов сделал ставку на собственных студентов, большинство из которых обучалось компьютерным наукам на платной основе, поэтому передача государственного финансирования в другие вузы их на затрагивала. Его союзником стал другой проректор, профессор Игорь Кабашкин. Как возможный вариант юридической организации было выбрано акционерное общество, одним из партнёров которого было предложено стать банку Parex, получившему за долги РАУ 9-этажное административное здание с эмблемой РКИИГА на фасаде. Копытов и Кабашкин в обмен на финансовую поддержку гарантировали выплату банку аренды за его использование, которая бы покрыла кредит, в своё время выданный РАУ. Со стороны банка сделку курировали бывший старший преподаватель, помощник ректора РАУ Михаил Каменецкий и ведущий юрист банка Гунтарс Гринбергс.

### Создание Института транспорта и связи
В результате предпринятых усилий 6 сентября 1999 года было зарегистрировано акционерное общество «Рижский авиационный университет». При встрече учредителей с директором департамента высшего образования Министерства образования и науки Янисом Чаксте тот объявил, что никакие исключения в лицензировании программ и вуза для реорганизованного учебного заведения не полагаются, а это означало, что необходимо в рекордные сроки, а не за полгода-год, подготовить сотни страниц документов на каждую программу, в том числе CV привлечённых преподавателей, описание курсов, договоры с другими вузами на право перенимать студентов, договоры на практики и т. д. Копытов и Кабашкин подготовили лицензионные документы на 11 учебных программ, 33 тома, за 10 дней. Из 22 программ РАУ были оставлены те, которые не требовали дорогостоящего обеспечения.
Первым делом руководство министерства потребовало изменить название акционерного общества, поскольку оно не могло совпадать с названием ликвидируемого Рижского авиационного университета. Тогда учредители предложили назвать вуз Институтом транспорта и связи (Transportu un sakaru Institūts, TSI). После перерегистрации акционерного общества банк получил свыше 92 % акций, оставив инициаторам создания вуза остальные 7 % с небольшим. Копытов был назначен исполняющим обязанности ректора, Кабашкин — проректором по научной работе.
Копытову удалось удержать большинство преподавателей по выбранным для института специальностям, по компьютерным наукам сохранилось 85 % кадров, в том числе заслуженные преподаватели Евгений Михайлович Хейфец, Валерий Яковлевич Макеев, Валерий Алексеевич Никольский и Алексей Николаевич Латков, а также однокурсники Копытова Борис Цилькер и Владимир Пятков.
Копытов являлся ректором Института транспорта и связи до 2010 года. Затем работал в правлении.
В свободное время Е. А. Копытов увлекался научной фантастикой, собрал большую библиотеку и коллекцию редких монет, в том числе российских XVIII—XIX веков. Ему нравились путешествия, из которых он привозил фотографии природы, людей, городов.
Е. А. Копытов скоропостижно скончался в Риге 13 июля 2014 года и был похоронен на Ивановском кладбище.

## Научная и преподавательская деятельность
Все годы своей работы в институте Копытов руководил двумя программами: компьютерные науки и менеджмент информационных систем. Он подготовил и прочёл более двадцати учебных курсов. В начале преподавательской работы в РКИИГА это были программирование, информационные системы в авиации и на транспорте. В Институте транспорта и связи он разработал и читал курсы: структуры и алгоритмы обработки данных, базы и банки данных, современные технологии баз данных и др. Преподавал на русском, латышском и английском языках.
Копытов подготовил семь докторов наук в сфере информационных технологий на транспорте. C 1998 года он входил в Учёный совет по защите докторских диссертаций по специальности «Телематика и логистика».

## Общественная деятельность
Копытов представлял Латвию в Объединенном исследовательском комитете по проблемам транспорта в Европейском союзе.
Евгений Александрович являлся председателем общественного совета города Риги по проблемам транспорта.

## Награды
Медаль «За трудовое отличие» за ударную работу в студенческих стройотрядах.
«Отличник Аэрофлота».
Ректор года в 2003 году (награда Латвийского студенческого объединения).
Орден Михаила Ломоносова (Россия), 2008 год.

## Семья
Евгений Александрович Копытов был женат на дочери своего научного руководителя Наталье Николаевне Проценко (1949-2009), выпускнице экономического факультета РКИИГА, которая в дальнейшем работала в своей alma mater.
Брат Ростислав Александрович (1957) пошёл по стопам Евгения Александровича, тоже окончил РКИИГА и затем остался на преподавательской работе.
Дочь Елена (1974) также выбрала научную карьеру и работала в Институте транспорта и связи. Младшая дочь Анна (1981).

### Научные труды
Копытову принадлежат свыше 280 научных публикаций, в том числе десятки книг и учебных пособий.
- «Программирование на ЭВМ задач воздушной навигации и управления воздушным движением» (ответственный редактор). Москве: Транспорт, 1993.
- «Теория вероятностей и математическая статистика. Учебник для вузов» (в соавторстве с А. М. Андроновым и Л. Я. Гринглазом). Санкт-Петербург: Питер, 2004. — 463 с. — ISBN 5-94723-615-X.

### Воспоминания
ПЕРВОМУ ВЫПУСКУ ФАВТ РКИИГА — 40. Составитель, вместе с В. Маломиным, А. Пинигиным. / Рига: Институт транспорта и связи, 2011. — 226 с. — ISBN 978-9984-818-44-3.